# Cathédrale de Bojano
La cathédrale de Bojano est la principale église catholique de Bojano, en Italie. Elle sert aujourd'hui de cocathédrale à l'archidiocèse de Campobasso-Boiano, l'ancien diocèse de Bojano, fondé au VIe siècle, ayant été supprimé. Elle est dédiée à l'apôtre saint Barthélémy. Elle date de la seconde moitié du XIe siècle.